# Schoenherria argus
Schoenherria argus är en skalbaggsart som beskrevs av Hermann Burmeister 1855. Schoenherria argus ingår i släktet Schoenherria och familjen Melolonthidae. Inga underarter finns listade i Catalogue of Life.